# Fiat 50 HP
La Fiat 50 HP è un'autovettura prodotta dalla Fiat dal 1908 al 1910.
Aveva un motore a quattro cilindri di 7430 cm³ di cilindrata, erogante 50 cv di potenza a 1400 giri/min. Raggiungeva la velocità massima di 90 km/h.
Il cambio era a quattro rapporti. I freni erano sull'albero di trasmissione , mentre il freno di stazionamento era sulle ruote posteriori . L'accensione era a magnete.
Uno degli esemplari di questo modello fu guidato da Guglielmo Marconi; con questa vettura il fisico ebbe un incidente dove perse un occhio.